# Kunio Naitō
Pour les articles homonymes, voir Kato.
Kunio Naitō est un joueur de shōgi professionnel japonais né le 15 novembre 1939 à Kobe.
Il a remporté les titres majeurs d'Ōi (deux fois), de Kisei (deux fois), d'Oza (en 1982) et la coupe NHK en 1969.

## Biographie et carrière
Kunio Naitō est né en novembre 1939. Il est devenu professionnel en 1958 et a été classé 9e dan à partir de février 1974.
Il a remporté :
- la coupe NHK en 1969 ;
- le titre d'Ōza en 1982 contre Yasuharu Ōyama ; ;
- le titre de Kisei en 1969 (2e semestre) contre Makoto Nakahara  et en 1973 (2e semestre) contre Kunio Yonenaga ;
- le titre de Ōi en 1972 contre Yasuharu Ōyama et en 1982 contre Makoto Nakahara.

Il a disputé deux matchs pour le titre d'Osho en 1968 contre Kunio Yonenaga.